# 経塚幸夫
経塚 幸夫（きょうづか ゆきお、1924年〈大正13年〉11月29日 - 1997年〈平成9年〉7月10日）は、日本の政治家。元衆議院議員（日本共産党公認、2期）。

## 来歴
兵庫県津名郡一宮町（現淡路市）出身。1941年に兵庫県立洲本商業高校（現兵庫県立洲本実業高等学校）を卒業後、布施市議、東大阪市議や大阪府議（3期）、東大阪医療生活協同組合（東大阪生協病院を運営）会長などを経て、1983年の第37回衆議院議員総選挙に旧大阪4区から三谷秀治の後継として出馬し初当選を果たす。1986年の第38回衆議院議員総選挙で再選。当選2回。1990年の第39回衆議院議員総選挙には出馬せず、地盤を吉井英勝に譲り引退を表明する。
1997年7月10日、肝臓がんのため大阪府東大阪市の病院で死去。72歳。